# Sclérostine
Pour les articles homonymes, voir SCL.
La sclérostine, abrégée SCL, est une protéine dont le gène est le SOST, situé sur le chromosome 17 humain.

## Rôle
La sclérostine est exprimée dans les ostéocytes lorsque ces cellules sont incluses dans une matrice calcifiée et joue un rôle dans l'inhibition de la formation osseuse. Elle inhibe la voie Wnt qui est nécessaire pour la différenciation des ostéoblastes. Elle se fixe sur la BMP 7 (« Bone morphogenetic protein 7 »), provoquant sa dégradation et l'inhibition de la prolifération des ostéoblastes.
Les souris ne possédant pas un gène SOST fonctionnel ont une augmentation du volume osseux et de sa solidité.

## En médecine
La mutation du gène SOST entraîne un déficit de la production de la protéine et la sclérostéose, dont l'une des caractéristiques est l'hyperdensité osseuse. 
La maladie de Van Buchem est due à une mutation d'un gène promoteur du SOST et non pas de ce dernier lui-même.

## Cible thérapeutique
Le romosozumab est un anticorps monoclonal dirigé contre la sclérostine qui pourrait avoir un intérêt dans le traitement de l'ostéoporose de la femme ménopausée. Il est toutefois classé par la revue Prescrire dans sa liste de « médicaments autorisés plus dangereux qu'utiles ».